# Leptognathia microcephala
Leptognathia microcephala är en kräftdjursart som beskrevs av Rosalia Konstantinovna Kudinova-Pasternak 1978. Leptognathia microcephala ingår i släktet Leptognathia och familjen Leptognathiidae. Inga underarter finns listade i Catalogue of Life.